# Brizance
Brizance neboli trhavost označuje schopnost výbušiny rozdrtit materiál ve svém okolí. Brizance působí v tzv. „pásmu drcení“, což je obvykle několik centimetrů bezprostředně u výbušniny.
Obecně platí, že čím větší detonační tlak a rychlost, tím vyšší brizance. Brizanci lze jen těžko měřit, a to hlavně proto, že se jedná o obtížně uchopitelný pojem.
Brizance se v moderní době měří především detonací vzorku výbušniny na ocelovém nebo hliníkovém plátu a porovnáním hloubky vzniklé prohlubně. Dříve se používala Hessova zkouška, kdy byl vzorek výbušniny položen na ocelový plát, pod nímž se nacházel olověný váleček; brizance se posuzovala na základě stlačení válečku.